# Kreba-Neudorf
Kreba-Neudorf (górnołuż. Chrjebja-Nowa Wjes) – miejscowość i gmina w Niemczech, w kraju związkowym Saksonia, w okręgu administracyjnym Drezno, w powiecie Görlitz, wchodzi w skład wspólnoty administracyjnej Rietschen.
Dzielnice gminy:
- Kreba (1936–1947 Heideanger, górnołuż. Chrjebja)
- Lache (górnołuż. Čorna Truha)
- Neudorf (górnołuż. Nowa Wjes)
- Tschernske (1936–1947 Hirschwalde; górnołuż. Ćernsk)